# Nippobodes brevisetiger
Nippobodes brevisetiger är en kvalsterart som beskrevs av Aoki 1981. Nippobodes brevisetiger ingår i släktet Nippobodes och familjen Nippobodidae. Inga underarter finns listade i Catalogue of Life.